# 1999-es konföderációs kupa (döntő)
Az 1999-es konföderációs kupa döntőjét 1999. augusztus 4-én játszották Mexikóvárosban. Az egyik döntős a házigazda Mexikó, ellenfele a címvédő Brazília volt. A mérkőzést 4–3-ra Mexikó nyerte.

## A mérkőzés
| 1999. augusztus 4. 21:00 |

| Mexikó                                | 4–3               | Brazília                                        |
| ------------------------------------- | ----------------- | ----------------------------------------------- |
| Zepeda 13' 51' Abundis 28' Blanco 62' | (2–1) Jegyzőkönyv | Serginho 43' (11-esből) Roni 47' Zé Roberto 63' |

| Estadio Azteca, Mexikóváros Nézőszám: 110 000 Játékvezető: Anders Frisk (svéd) |

| Mexikó | Brazília |

| MEXIKÓ:              |    |                     |     |     |
|                      |    |                     |     |     |
| GK                   | 1  | Jorge Campos        |     |     |
| DF                   | 2  | Claudio Suarez      | 74' |     |
| DF                   | 4  | Rafael Márquez      | 21' |     |
| DF                   | 6  | Germán Villa        |     |     |
| DF                   | 7  | Ramon Ramirez       |     |     |
| MF                   | 9  | José Manuel Abundis | 11' |     |
| MF                   | 10 | Cuauhtemoc Blanco   | 50' |     |
| MF                   | 13 | Pável Pardo         |     |     |
| MF                   | 19 | Miguel Zepeda       |     | 83' |
| FW                   | 17 | Francisco Palencia  |     | 70' |
| FW                   | 18 | Salvador Carmona    |     |     |
| Cserék:              |    |                     |     |     |
|                      | 14 | Isaac Terrazas      |     | 70' |
|                      | 16 | Jesus Arellano      |     | 83' |
| Szövetségi kapitány: |    |                     |     |     |
| Manuel Lapuente      |    |                     |     |     |

| BRAZÍLIA:            |    |                  |            |     |
|                      |    |                  |            |     |
| GK                   | 1  | Dida             |            |     |
| DF                   | 3  | Odvan            |            |     |
| DF                   | 4  | Joao Carlos      | 46′, 90+2′ |     |
| DF                   | 5  | Flavio Conceição |            |     |
| DF                   | 6  | Serginho         |            |     |
| MF                   | 8  | Emerson          |            |     |
| MF                   | 11 | Zé Roberto       | 5'         | 82' |
| MF                   | 17 | Beto             |            | 45' |
| MF                   | 20 | Vampeta          |            |     |
| FW                   | 7  | Ronaldinho       |            |     |
| FW                   | 10 | Alex             |            |     |
| Cserék:              |    |                  |            |     |
|                      | 18 | Roni             |            | 45' |
|                      | 19 | Warley           |            | 82' |
| Szövetségi kapitány: |    |                  |            |     |
| Vanderlei Luxemburgo |    |                  |            |     |

| Asszisztensek: Gracia Fernando Tresaco Avni Haszuneh |

| Az 1999-es konföderációs kupa győztese |
| -------------------------------------- |
| MEXIKÓ 1. cím                          |